# Alue Raya (Darul Makmur)
Alue Raya is een bestuurslaag in het regentschap Nagan Raya van de provincie Atjeh, Indonesië. Alue Raya telt 1471 inwoners (volkstelling 2010).